# 西部海岸樹冠步道

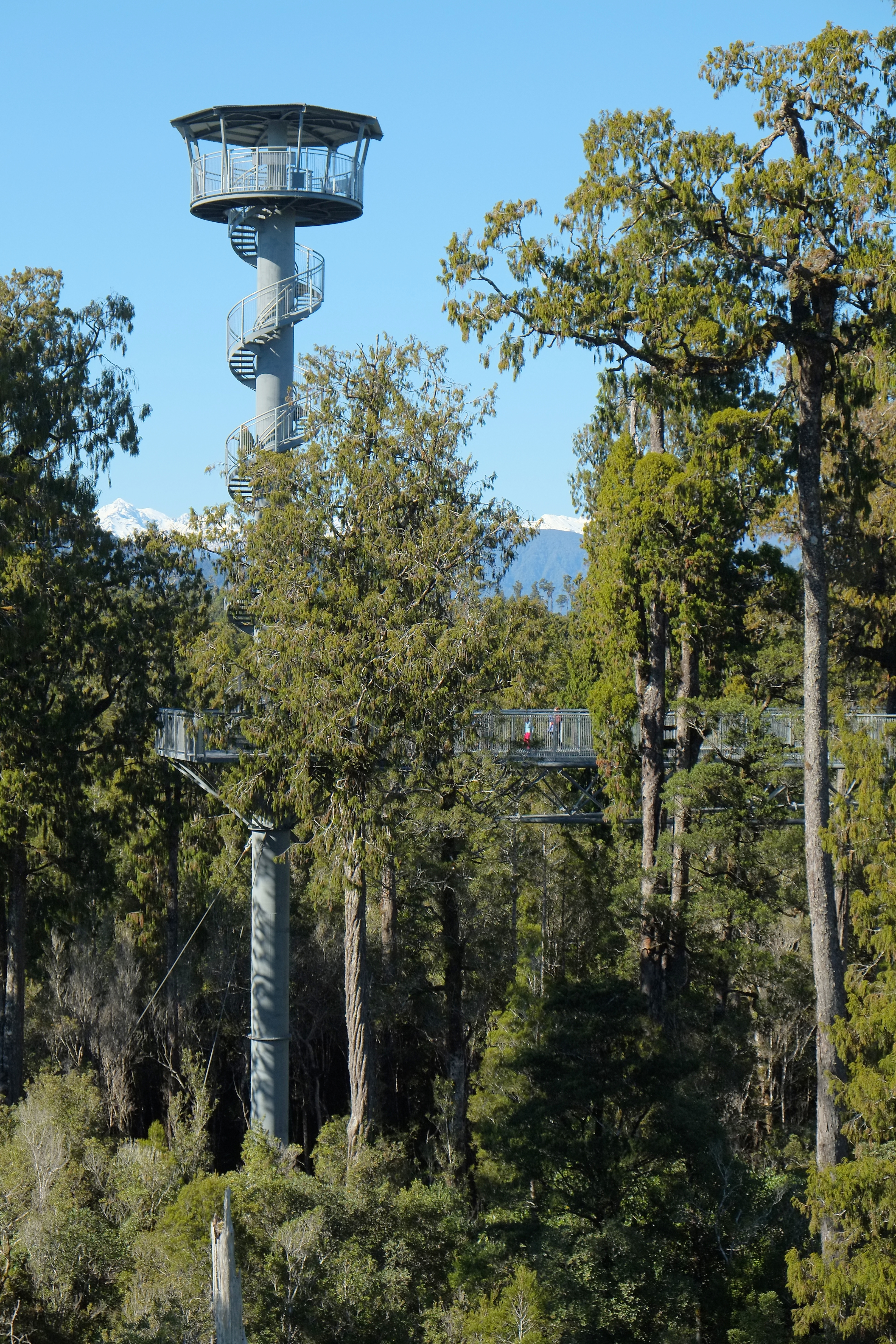
高塔與樹冠步道

西岸大區樹冠步道是紐西蘭南島西岸大區霍基蒂卡鎮附近一條穿過陸均松樹林的樹冠步道。該旅遊景點由澳洲生態旅遊公司 Canopy 01 在2012年建成 ，步道包括450（1,480英尺）長的高架鋼道，觀景塔及懸臂。
該步道於離地約20至25（66至82英尺） 穿過以新西蘭陸均松為主的西岸大區原生森林的樹冠，它近距離經過成熟的陸均松樹冠，遠高於其他小樹和樹蕨。環形步道可遠眺馬希納普阿湖，並有一個輕微搖曳、向外延伸到森林樹冠的懸臂。47（154英尺）高的觀景塔 和螺旋形樓梯甚至提供周圍樹林及南阿爾卑斯山北部山脈的壯觀景色，包括Toaroha山脈、Diedrichs山脈及O'Connor山，視野良好時甚至可看到南方更遠之處。
該遊景點獲紐西蘭保育部門發給了45年期的特許租賃權， 擁有一個停車場和咖啡廳。從咖啡廳步行5分鐘便可到達樹冠步道。

## 外部連結
- West Coast Treetop Walk & Cafe （页面存档备份，存于） - Official web site （英文）

42°48′24″S 170°55′18″E / 42.80667°S 170.92167°E